# Dennis Endras

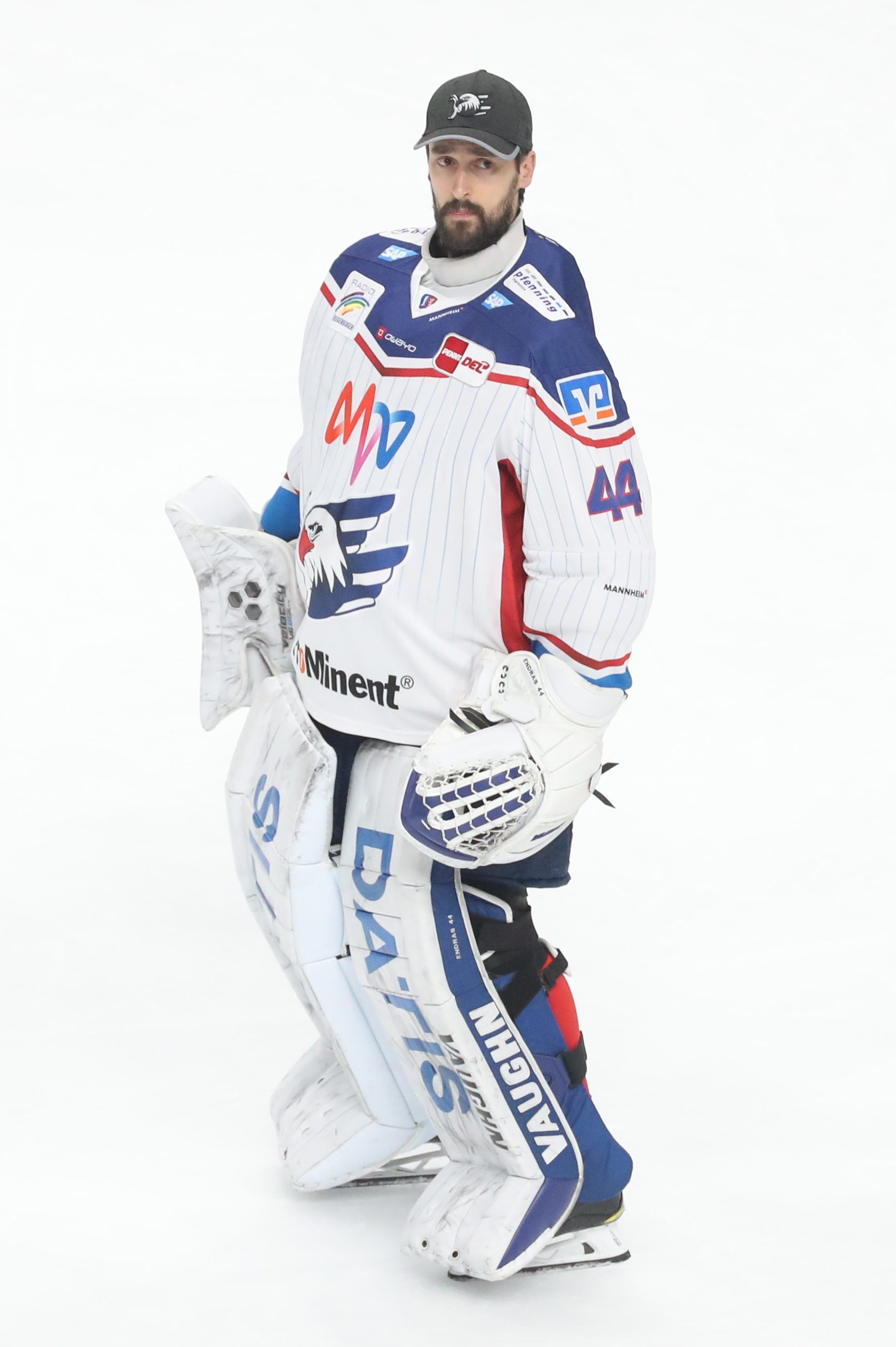
Dennis Endras (2022)

Dennis Endras, född 14 juli 1985 i Immenstadt im Allgäu, Västtyskland, är en tysk ishockeymålvakt som spelar för Adler Mannheim i DEL.
Endras började spela för ERC Sonthofen i den fjärde divisionen i Tyskland, säsongen 2002-2003. Han spelade för Bayreuth igen 2003-2005, men gjorde också sin debut i den tyska elitligan, Deutsche Eishockey Liga, DEL, denna säsong med Augsburger Panther. Under de kommande tre säsongerna spelade han i division två för Ravensburg Tower Stars och för Frankfurt Lions i DEL.
Endras har spelat internationellt för det tyska landslaget under VM i ishockey 2009 och 2010 och spelade även i Tysklands OS-lag 2010. Under VM 2010, blev Endras utnämnd till turneringens mest värdefulla spelare. Han blev den första tysk utvald som mest värdefulle spelare, MVP, i turneringen och den första som valdes in i turneringens All Star-lag sedan VM 1987, då Udo Kiessling och Gerd Truntschka, som spelade för Västtyskland, blev invalda i laget.

## Klubbar
- ERC Sonthofen, Division 4, 2002-2003
- Bayreuth, Division 3, 2003-2004
- Augsburger Panther, DEL, 2004-2006
- Landsberg, Division 3/Division 2, 2005-2006
- Frankfurt Lions, DEL, 2006-2007
- EVR Tower Stars, Division 2, 2007-2008
- Augsburger Panther, DEL, 2008-2011
- Houston Aeros, AHL, 2011
- HIFK, FM-ligan, 2011-2012
- Adler Mannheim, DEL, 2012-

## Meriter
- Uttagen i All-Star Team VM 2010
- Vinnare av målvaktsligan VM 2010 (GAA, SVS%)
- Utsedd till bäste målvakt av IIHF VM 2010
- Utsedd som Most Valuable Player i VM 2010
- Fyra i VM 2010
- OS-silver 2018